# Augustin David
Pour les articles homonymes, voir David (patronyme).
Augustin David, né le 28 mars 1812 à Lyon (Rhône), mort le 27 juillet 1882 à Saint-Brieuc (Côtes-du-Nord), est un prélat français qui fut évêque de Saint-Brieuc et Tréguier de 1862 à 1882.

## Biographie
Fils de Pierre David, épicier, et de Claudine Matricon, son épouse, Augustin David est né dans une famille de petits commerçants de la colline de Fourvière, au 32 rue des Farges, non loin de l'église Saint-Just. Après des études au petit séminaire Saint-Jean puis au grand séminaire Saint-Irénée ou « École des Chartreux », Augustin David est ordonné prêtre pour l'archidiocèse de Lyon le 28 mai 1836. Il entre alors dans la Société des prêtres de Saint-Irénée, communauté de prêtres diocésains fondée par le cardinal Fesch dont le ministère est axé sur le prêche de missions, l'enseignement et les recherches théologiques. Orateur, musicien, l'abbé David exerce d'abord ses talents comme professeur à la maîtrise de la primatiale Saint-Jean avant de rapidement devenir un prédicateur de renom. En 1857, il est choisi par Jean-Paul Lyonnet pour devenir vicaire général du diocèse de Valence. Nommé évêque de Saint-Brieuc et Tréguier le 25 janvier 1862, préconisé le 7 avril suivant, Augustin David est sacré évêque le 2 juillet en la cathédrale Saint-Apollinaire de Valence par le cardinal de Bonald, Primat des Gaules, assisté de Jean-Paul Lyonnet et de Louis-Antoine-Augustin Pavy, évêque d'Alger, lui aussi formé chez à l'Institution des Chartreux.
Par son long épiscopat, Augustin David a profondément marqué tant l'histoire du diocèse de Saint-Brieuc que celle du département alors des Côtes-du-Nord. Archéologue et collectionneur, il fonde en 1861 la Société d'émulation d'archéologie et d'histoire des Côtes-du-Nord, dont il deviendra le président d'honneur. Ami des arts, il est le promoteur d'un ample mouvement de restauration comme de modernisation du patrimoine immobilier religieux dans son diocèse. Littérateur, intellectuel, attaché aux questions de l'enseignement et de l'encadrement religieux des fidèles, il reconstruit le petit séminaire de Plouguernével en Haute-Cornouaille, établi force nouvelles congrégations, lance la Semaine religieuse du diocèse de Saint-Brieuc et Tréguier en novembre 1867. Le 30 juillet 1865, il préside le couronnement de la statue de Notre-Dame d'Espérance en la basilique briochine homonyme. Il participe au concile de Vatican I, et se range, en tant que gardien de la tradition sulpicienne, aux côtés de Félix Dupanloup, dans la minorité gallicane opposée au dogme de l'infaillibilité pontificale.

Augustin David décède le vendredi 27 juillet 1882 à 20 h à l'évêché de Saint-Brieuc, les funérailles ayant lieu le mardi suivant en la cathédrale Saint-Étienne où le prélat est enterré. Une statue de marbre blanc sculptée par Henri Chapu, prix de Rome, inaugurée le 14 mai 1891 et située dans une des chapelles du déambulatoire lui rend hommage.

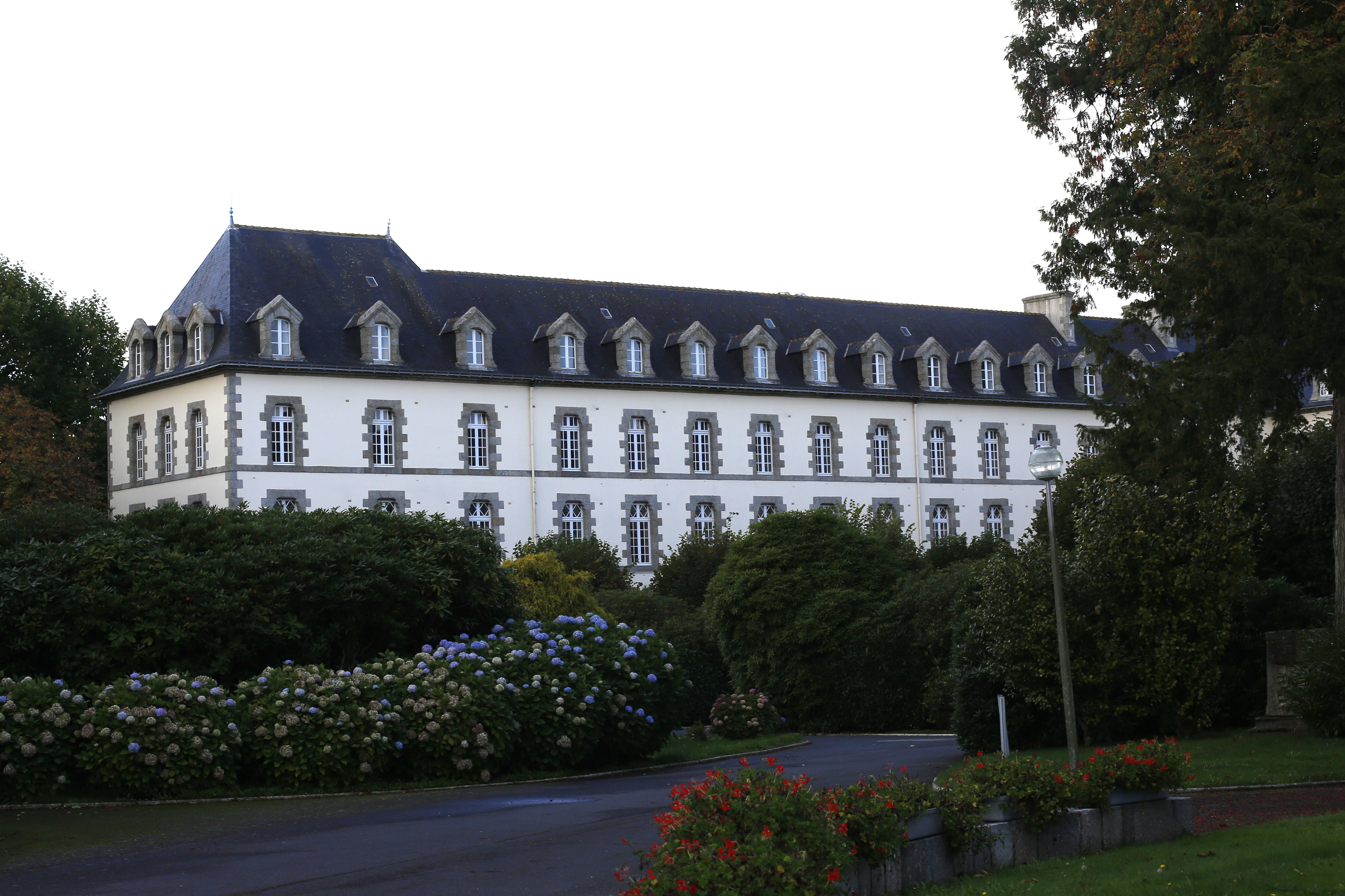
L'ancien petit séminaire de Plouguernével.
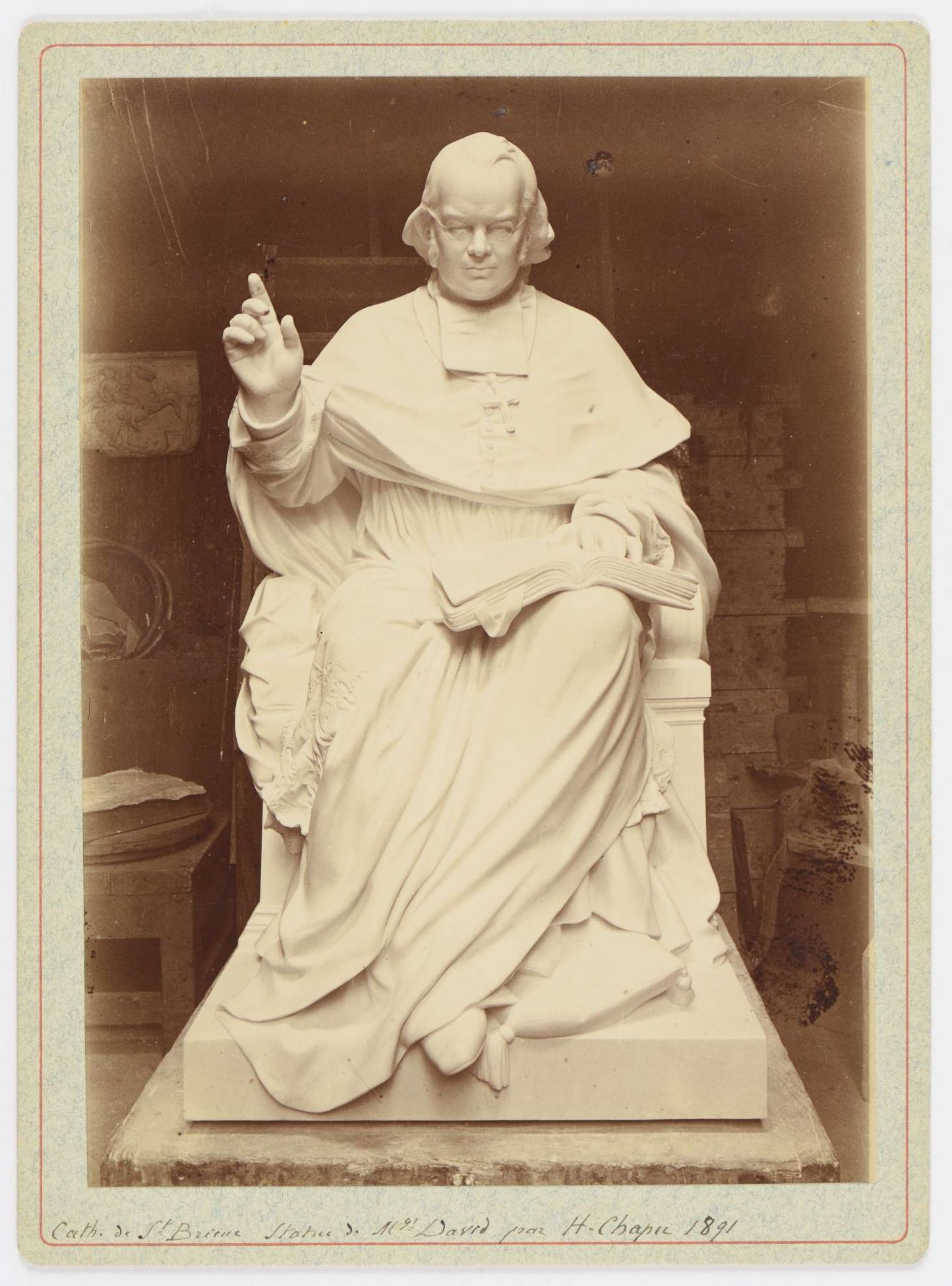
Statue d'Augustin David érigée dans la cathédrale de Saint-Brieuc.

## Décorations et distinctions
Augustin David était comte romain, assistant au trône pontifical.

 Officier de la Légion d'honneur, le 13 août 1867

## Armes
D'azur à la tour (de David) d'argent, battue par une mer de sinople et surmontée d'une étoile d'or.